# Brachys ovatus
Brachys ovatus är en skalbaggsart som först beskrevs av Weber 1801.  Brachys ovatus ingår i släktet Brachys och familjen praktbaggar. Inga underarter finns listade i Catalogue of Life.